# Kjell Bäckman
Kjell Hilding Bäckman, né le 21 février 1934 à Göteborg et mort le 9 janvier 2019, est un patineur de vitesse suédois.

## Biographie
Kjell Bäckman obtient la médaille de bronze sur 10 000 mètres lors des Jeux olympiques d'hiver de 1960 à Squaw Valley aux États-Unis. Cette médaille est inattendue pour lui d'autant plus qu'il a battu son record personnel de près de cinquante secondes.

## Palmarès
| Compétition     | Or | Argent | Bronze          |
| Jeux olympiques | –  | –      | 1960 (10 000 m) |

## Records personnels
| Distance      | Temps         | Année |
| ------------- | ------------- | ----- |
| 500 mètres    | 44 s 3        | 1963  |
| 1 500 mètres  | 2 min 15 s 4  | 1964  |
| 5 000 mètres  | 7 min 52 s    | 1964  |
| 10 000 mètres | 16 min 10 s 5 | 1964  |